# Lavia (commune)
Pour l’article homonyme, voir Lavia.
Lavia est une ancienne municipalité du sud-ouest de la Finlande, dans la province de Finlande occidentale et la région du Satakunta.
Le 12 juin 2014, le Conseil d’État  décide que Pori absorbera Lavia.
La fusion a lieu le 1er janvier 2015,.

## Géographie
La commune est largement forestière et peu peuplée, c'est même une des municipalités les moins denses de la région. Elle comprend en totalité le grand lac Karhijärvi qui avec ses 34 km² est un des plus grands de l'ouest du pays (mais seulement le 106e sur le plan national). Ce lac, en particulier le golfe de Riiho, est réputé parmi les ornithologues, notamment pour des possibilités d'observation du rare busard des roseaux.
La commune compte en tout 52 lacs.
Le centre administratif se situe sur le rive orientale du Karhijärvi, à 51 km à l'est du centre de la capitale régionale Pori. Il concentre un peu plus de la moitié de la population totale, le reste se répartissant entre les 9 autres villages.
Les municipalités voisines sont Kiikoinen au sud, Ulvila au sud-ouest, Noormarkku à l'ouest, Pomarkku au nord-ouest, Kankaanpää au nord, et côté Pirkanmaa Vammala à l'est (Suodenniemi avant le 1er janvier 2007).

## Histoire
Si les premières traces de peuplement datent de la fin de l'âge de la pierre, le développement de la commune fut très tardif, le lieu restant assez insignifiant avant la fin du XVIIIe siècle. La forte croissance de la population au XIXe siècle entraîna la création de la paroisse en 1823 (l'église en bois date de cette époque) et de la municipalité en 1868. Depuis son pic de population atteint au début du XXe siècle, avec notamment 5 683 âmes en 1924, Lavia n'a pas cessé de perdre des habitants. L'absence de socle solide à l'économie locale en dehors de l'agriculture n'a rien fait pour freiner la tendance.